# Маркушевич, Владимир Генрихович
Влади́мир Ге́нрихович Маркуше́вич (род. 25 мая 1971, Москва) — российский музыкант, гитарист-семиструнник.

## Биография
Родился 25 мая 1971 года.
С 6 лет учился в музыкальной школе игре на русской семиструнной гитаре у Г. И. Владимировой, окончил музыкальное училище имени Гнесиных (класс Л. А. Менро), учился в академии имени Гнесиных у А. К. Фраучи (не окончил курс). После службы в армии (служил в духовом оркестре) преподавал гитару в музыкальной школе.
В 1990-е годы выступал на фестивалях гитарной музыки в Челябинске, Мариуполе, Полтаве, Миргороде; гастролировал в Англии и США. Его выступления состоялись во многих памятных и исторических местах: в музее декабристов (Иркутск, 2006), усадьбе М. И. Глинки (Новоспасское, Смоленская область), зале С. Т. Рихтера (ГМИИ, Москва), зале Российского фонда культуры (Москва), в литературном музее им. А. С. Пушкина (программа «Музыка пушкинской поры»), в музее В. А. Тропинина и московских художников его времени, в Российской государственной библиотеке (к 240-летия со дня рождения Н. П. Румянцева), в Дворянском собрании Москвы, в «Узком», в усадьбе Муравьевых-Апостолов (Хомутец, Полтавская область), в Музее русской усадебной культуры (Москва, 2006), музее Л. Н. Толстого (Москва, 2014; концерт «Эпоха русского романса. Варламов, Глинка, Даргомыжский» совместно с Дмитрием Степановичем).
В качестве аккомпаниатора выступал с народным артистом России Б. Г. Плотниковым (программа «Альбом есть памятник души»), заслуженной артисткой России Г. М. Улетовой («Ф.Тютчев», «Романсы о цветах»), гастролировал вместе с народным артистом СССР А. Ф. Ведерниковым (2005), с ведущим артистом цыганского театра «Ромэн» А. А. Колпаковым (2006—2007).
Репертуар В. Г. Маркушевича включает произведения И. Ф. Гельда, А. Ф. Львова, А. О. Сихры, С. Н. Аксёнова, Ф. М. Циммермана, М. Т. Высотского, В. И. Моркова, Н. И. Александрова, В. С. Саренко.
С 2009 года выступает в дуэте «Русские гитары» с Владимиром Суминым; концерты дуэта состоялись в Пермской (2011) и Владимирской (2017) филармониях, Концертном зале имени П. И. Чайковского (2013), залах Москвы и Московской области (2013—2018).
В 2007 и 2009 годах организовал и провёл Первые Всероссийский и Международный фестивали исполнителей игры на русской семиструнной гитаре.
В 2013 году в дуэте с Владимиром Суминым (дуэт «Русские гитары») стал лауреатом международного конкурса-фестиваля «Виртуозы гитары» в Санкт-Петербурге в номинации «Малые гитарные ансамбли».
Владимир Маркушевич также занимается исследовательской деятельностью — он собрал библиотеку гитарных нот (в том числе старинных), записи русских гитаристов-семиструнников, записал несколько дисков, где сыграл на исторических гитарах, принадлежащих музею музыкальной культуры имени Глинки (инструменты Фёдора Шаляпина, Андрея Сихры, цыганки Тани). В репертуар Владимира входят произведения русских гитаристов XIX и XX веков — Андрея Сихры, Михаила Высотского, Василия Саренко, Фёдора Циммермана и других.

### Семья
Дед — Алексей Иванович Маркушевич (1908—1979), советский математик, доктор физико-математических наук, академик АПН СССР.
Отец — Генрих Алексеевич Маркушевич, выпускник МГУ, преподаватель прикладной математики в московских вузах.
Мать — Ирина Владимировна, музыковед, преподаватель музыкально-теоретических дисциплин в детских музыкальных школах и Военном музыкальном училище.

## Творчество
Выступает в дуэте с гитаристом Е. Пушкаренко (программа «Русская гитара»).
Переложил для семиструнной гитары «Русский балаган» А. М. Ольшанского и «Однозвучно гремит колокольчик» С. И. Руднева.

### Дискография
- 1999 — «Виртуозная музыка для русской семиструнной гитары пушкинской поры»
- Исполнители-гитаристы (шести- и семиструнная гитара) музыкальных пьес А.Сихры[2]
- 2002 — «Русская гитарная музыка XIX века : В. Маркушевич и В. Краснов играют на старинных русских гитарах» (в дуэте с Вадимом Красновым)[1][2][15]
- 2005 — «Старая сказка» (посвящён М. С. Павлову-Азанчееву)[1][2]
- 2005 — [Концерт-презентация гитары Ажикулова в клубе «Макондо»] (20.11.2005, в дуэте с Евгением Пушкаренко)[1][2]
- 2005 — «Русская семиструнная гитара» и «Гитарист Владимир Морков» (радиопередачи на «Народном радио» и на радио «Голос России»)[1][2]
- 2006 — «Русская гитарная музыка, золотой репертуар семиструнной гитары XIX—XX веков» (в дуэте с Евгением Пушкаренко)[2]
- 2009 — «Живёт моя отрада» (в составе дуэта «Русские Гитары» — с Владимиром Суминым)
- 2010 — «Я вас любил…» (с Дмитрием Степановичем (бас) и Екатериной Чудаковой (сопрано))
- 2010 — «Нехотя вспомнишь…» (чувствительные романсы в сопровождении семиструнной гитары; вокал — Дмитрий Степанович)[16]
- 2014 — «Тихая музыка: Русская семиструнная гитара» (в составе дуэта «Русские Гитары» — с Владимиром Суминым)

### Концерты и фестивали
- 2013 — Санкт-Петербург, Государственная академическая Капелла. Участие Владимира Маркушевича в дуэте с Владимиром Суминым в X Международном фестивале-конкурсе «Виртуозы гитары». 1 место в номинации «Малые гитарные ансамбли»
- 2014 — Москва, Центральный Дом Учёных Российской Академии Наук[17]. Аккомпаниатор в сольном концерте Татьяны Филимоновой «Волшебные звуки романса» (при участии Владимира Сумина (гитара) и Юрия Цурило (скрипка))
- 2009—2018 — Калуга, международный фестиваль «Мир Гитары»[18]

Являлся организатором и директором:
- Первого Всероссийского фестиваля исполнителей на русской семиструнной гитаре (19 октября 2007, Кинешма — совместно с президентом Ассоциации русского романса «Изумруд» Надиром Ширинским)[2]
- Первого Международного конкурса исполнителей на русской семиструнной гитаре «Да с той старинною, да с семиструнною» имени Сергея Орехова (28—29 марта 2008, Жуковский)[2][19]
- Первого Международного фестиваля исполнителей на русской семиструнной гитаре «Русская гитара в XXI веке» (15 марта 2009, Жуковский)[20]

В качестве гостя выступал на I фестивале русской музыки для гитары имени Андрея Сихры и Михаила Высотского (Петербург, 2019).

### Фильмография
| Год  |     | Название                                  | Роль  |
| ---- | --- | ----------------------------------------- | ----- |
| 2016 | док | Семь струн, семь жизней. Русское наследие | камео |